# Erkin Tapalov
Erkin Olegulı Tapalov (in kazako Еркін Олегұлы Тапалов?; Tasqala, 3 settembre 1993) è un calciatore kazako, centrocampista del Qairat e della nazionale kazaka.

## Palmarès

### Club

#### Competizioni nazionali
- Birinşi Lïga: 1

Aqjaýıq: 2015
- Supercoppa del Kazakistan: 1

Qaırat: 2025